# Gracchus Babeuf
Pour les articles homonymes, voir Babeuf.
« Le Tribun du peuple » redirige ici. Pour le journal créé en 1849, voir « La Tribune des peuples ». Pour les magistrats romains, voir « Tribun de la plèbe ».
Gracchus Babeuf, de son vrai nom François Noël Babeuf, né le 23 novembre 1760 à Saint-Quentin et mort le 27 mai 1797 à Vendôme, est un protagoniste de la Révolution française, à l'origine d'une tentative d'orientation démocratique contre le régime du Directoire, la « Conjuration des Égaux », dont l'échec aboutit à son exécution par la guillotine. 
Le courant de pensée correspondant à ses idées, le « babouvisme », préfigure le communisme et l'anarchisme.

## Biographie

### Origines familiales et formation
Baptisé le 24 novembre 1760 en la paroisse Saint-Nicaise (Saint-Quentin), François Noël Babeuf est le fils de Claude Babeuf, employé dans les fermes du Roi, et de Marie Catherine Ancherel.
Dès l’âge de 12 ans, il travaille comme terrassier au canal de Picardie. À 17 ans, il réussit à se faire engager comme apprenti chez un notaire feudiste à Flixecourt. Babeuf devient alors un spécialiste du droit féodal. En 1781, âgé de 21 ans, il commence à exercer pour son propre compte à Roye comme géomètre. Il y est également commissaire à terrier.
Le 13 novembre 1782, il épouse à Damery (Somme) Marie Anne Victoire Langlet (baptisée à Amiens le 13 février 1757, morte après 1840), fille d’un quincaillier d’Amiens et ancienne femme de chambre, avec laquelle il a cinq enfants : Catherine-Adélaïde-Sophie, née en septembre 1783, morte à Roye le 13 novembre 1787 ; Robert, dit Émile, né le 29 septembre 1785 à Roye ; Catherine-Adélaïde-Sophie, née le 3 septembre 1788 à Roye, morte le 18 messidor an III (6 juillet 1795 ; Jean-Baptiste-Claude, dit Camille, né le 26 novembre 1790, interné comme fou en 1808, mort le 24 août 1815 en se jetant du quatrième étage de la maison où il logeait et travaillait, chez le bijoutier Lirot ; Caïus Gracchus, né le 9 pluviôse an V (28 janvier 1797 à Vendôme, tué par une balle perdue en 1814, lors de l'invasion,.
Inspiré par la lecture de Rousseau, et constatant les conditions de vie très dures de l’immense majorité de la population, il développe des théories en faveur de l’égalité. En 1788, il commence la rédaction du Cadastre perpétuel. Dans cette brochure, publiée en 1790 à Paris, il propose une évolution de la législation pour collectiviser les terres tout en gardant leur exploitation individuelle. Babeuf est également partisan de l’abolition de l’esclavage.

### Débuts de la Révolution française (1789-février 1793)
En mars 1789, Babeuf participe à la rédaction du cahier de doléances des habitants de Roye. À la suite de l’échec de son Cadastre perpétuel et surtout au début de la Révolution française, il devient journaliste, vivant entre Paris et Roye. Il est ainsi correspondant du Courrier de l’Europe (édité à Londres) à partir de septembre 1789.

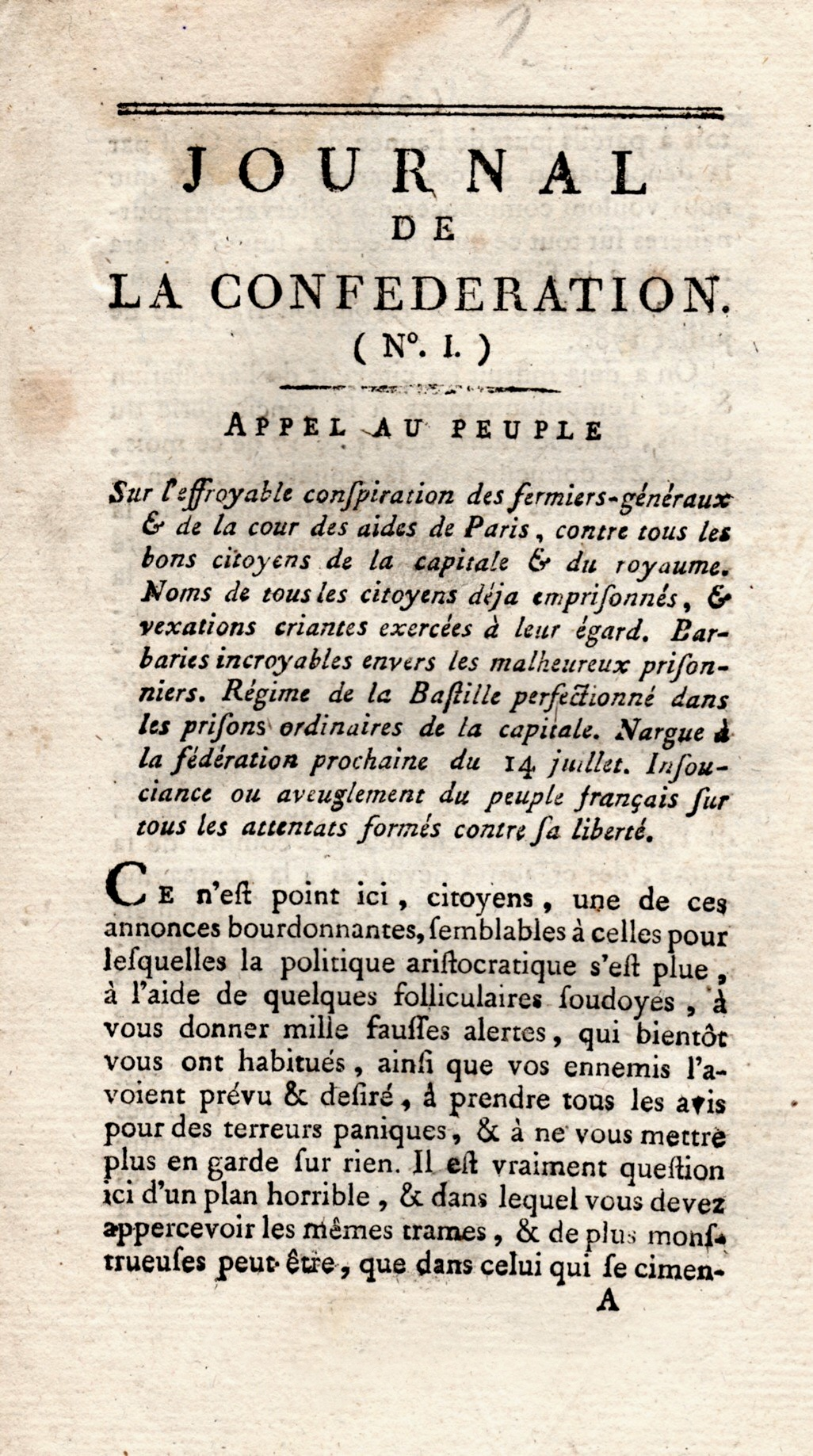
Premier numéro du Journal de la Confédération par Gracchus Babeuf, juillet 1790.

Il se bat contre les impôts indirects, organise pétitions et réunions. Son activité et son audience lui valent d’être accusé d’incitation à la rébellion. Il est arrêté le 19 mai 1790 et emprisonné. Il est libéré en juillet, grâce à la pression du révolutionnaire Jean-Paul Marat. Le 14 juillet 1790, il assiste à la Fête de la Fédération. À la même époque, il rompt avec le catholicisme (il écrit en 1793 : « Le christianisme et la liberté sont incompatibles »). En juillet 1790, Babeuf imprime un nouveau journal qui n'aura que trois numéros, Le Journal de la Confédération : « …On assure que les ténébreux cachots, ces sépultures des vivants dont nous avons tiré nos frères d'armes par nos justes clameurs, se repeuplent journellement d'une foule considérable d'autres victimes toujours prévenues du fameux crime de lèse-nation. Les plus scrupuleuses précautions et les plus invincibles mystères sont employés pour éviter qu'aucuns renseignements puissent transpirer sur le compte de ces derniers, et de là, il n'est plus difficile de consommer l'horreur, de les garder dans ces souterrains mortels… ».
Il lance son propre journal en octobre 1790, Le Correspondant picard, journal révolutionnaire fort avancé dans lequel il s’insurge contre le suffrage censitaire mis en place pour les élections de 1791. Le journal est contraint à la disparition quelques mois plus tard, mais Babeuf continue à se mobiliser aux côtés des paysans et des ouvriers picards. Le 23 mars 1791, il est élu commissaire pour la recherche des biens communaux de la ville de Roye. Dans une brochure qu’il publie en juillet 1791, il écrit que la propriété féodale est « le fruit de l’expropriation et de la violence ». La même année, il se prononce publiquement pour la mise en place de la République.
En août 1792, Babeuf est élu à l’assemblée électorale de la Somme. Il est ensuite administrateur au district de Montdidier. Mis en cause dans une affaire de droit commun, il doit fuir à Paris en février 1793.

### Période de la République montagnarde (juin 1793-juillet 1794)
À son arrivée dans la capitale, Babeuf noue contact avec l’écrivain Sylvain Maréchal et prend parti pour les jacobins contre les girondins. Il entre en mai 1793 à la Commission des subsistances de Paris. Il y soutient les revendications des sans-culottes, osant dénoncer un nouveau pacte de famine organisé par Pierre-Louis Manuel, procureur général de la Commune ; ce qui suscita contre lui des haines violentes.
Accusé dans l’affaire qui avait entraîné son départ de Montdidier, il est emprisonné du 24 brumaire an II (14 novembre 1793) au 30 messidor an II (18 juillet 1794), et est acquitté à Laon où Pierre Charles Pottofeux exerce la fonction de procureur général syndic. Dix jours après sa libération, c’est le coup d’État contre Robespierre, et les Montagnards, dont il était le partisan, perdent le pouvoir le 9 thermidor an II (27 juillet). Babeuf critique l’action des Montagnards concernant la Terreur, disant : « Je réprouve ce point particulier de leur système », mais inscrit son action dans leur continuité, tout en voulant passer de l’égalité « proclamée » à l’égalité dans les faits (la « parfaite égalité », pour laquelle il milite). Sous sa plume, Robespierre devient « Maximilien l'Exterminateur ». Il le présente, lui et son adversaire Jean-Baptiste Carrier, comme les auteurs d'un plan « populicide » orchestré à deux,.

### Période de la Convention thermidorienne (août 1794-octobre 1795)

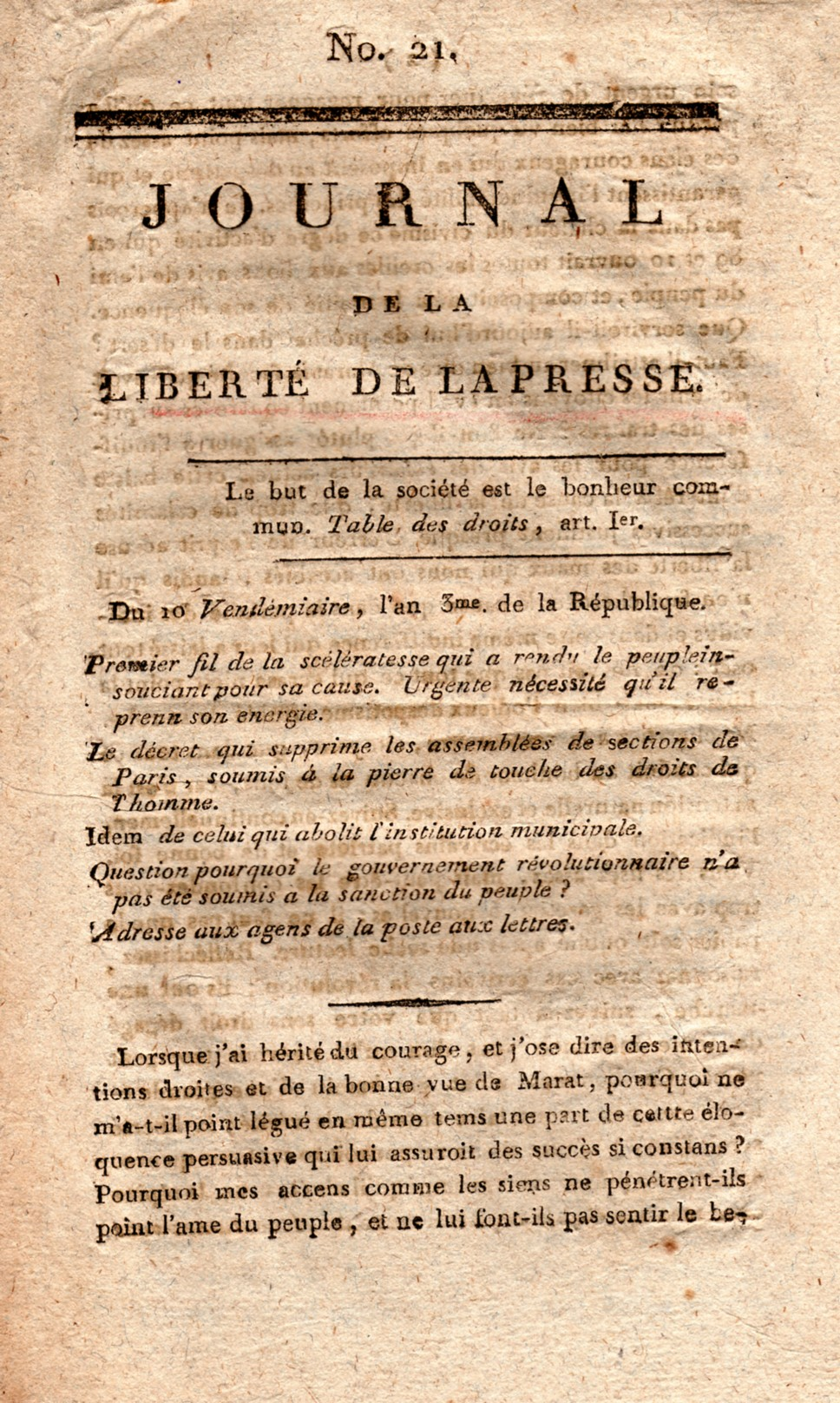
Journal de la Liberté de la Presse, par Gracchus Babeuf.

À partir du 3 septembre 1794, Babeuf publie le Journal de la Liberté de la presse, qui devient le 14 vendémiaire an III (5 octobre 1794) Le Tribun du peuple. Ce journal, où il combat avec la dernière violence la réaction thermidorienne, acquiert une forte audience. Il adhère, à la même période, au Club électoral, club de discussion de sans-culottes. Le 3 novembre, il demande que les femmes soient admises dans les clubs.
Abandonnant le prénom Camille, qu’il avait adopté en 1792, il se fait alors appeler Gracchus, en hommage aux Gracques, initiateurs d’une réforme agraire dans la Rome antique. Babeuf défend la nécessité d’une « insurrection pacifique ».
Accusé par Tallien d'outrage envers la Convention nationale, il est de nouveau arrêté, et incarcéré à la prison d’Arras, le 19 pluviôse an III (7 février 1795). Nombre de révolutionnaires étant alors sous les verrous, c'est l’occasion pour Babeuf de se lier avec des démocrates comme Simon Duplay, Augustin Darthé ou Philippe Buonarroti. À leur contact, il modifie ses idées. Il ne semble pas jouer de rôle dans l’insurrection du 1er prairial an III (20 mai 1795).

### La conjuration des Égaux contre le Directoire
Rendu à la liberté le 26 vendémiaire an IV (18 octobre 1795) par la loi d’amnistie qui termine la session de la Convention nationale, il relance rapidement la publication du Tribun du peuple.
Le gouvernement a une politique de répression de plus en plus forte, avec la fermeture du club du Panthéon, où sont présents nombre d’amis et de partisans de Babeuf, et tente d'arrêter ce dernier en janvier 1796. Étant parvenu à s’enfuir, il entre dans la clandestinité.
Cette impossibilité d'agir légalement aboutit à la création de la « Conjuration des Égaux », dirigée par lui-même, Darthé, Philippe Buonarroti, Sylvain Maréchal, Félix Lepeletier (frère de l’ancien député Louis-Michel Lepeletier de Saint-Fargeau), Pierre Antoine d'Antonelle et Robert-François Debon. Le réseau des « Égaux » recouvre tous les arrondissements de Paris et de nombreuses villes de province. À sa tête, un Directoire secret, dirigé par Babeuf, coordonne la lutte.
Le but est de continuer la Révolution, d’appliquer la Constitution de l'an I (1793), et d’aboutir à la collectivisation des terres et des moyens de production, pour obtenir « la parfaite égalité » et « le bonheur commun ». Pour Babeuf et ses acolytes, l'Égalité est l'axe qui donne un sens à la Révolution. La démocratie est également un objectif majeur, par exemple dans le numéro 42 du Tribun du peuple, Babeuf écrit : « Les gouvernants ne font des révolutions que pour gouverner. Nous en voulons enfin une pour assurer à jamais le bonheur du peuple, par la vraie démocratie ». Bientôt des pamphlets circulent : ils annoncent l'abolition de la monnaie, le logement des pauvres chez les riches et les distributions gratuites de vivres.
Le Directoire est bientôt alerté par des indiscrétions. Paul Barras, attentiste, préfère se concentrer sur le danger royaliste. Lazare Carnot, lui, est résolu d'écraser la conjuration,. Le 16 avril, il fait voter une loi qui punit de mort l’apologie de la Constitution de 1793 et les appels à la dissolution du Directoire.
Le complot est stoppé le 21 floréal an IV (10 mai 1796) : grâce aux informations d’un indicateur, Georges Grisel, la police arrête Babeuf ainsi que Buonarroti, Darthé et les principaux meneurs des Égaux. Une tentative populaire de les libérer échoue le 29 juin (11 messidor). Une seconde tentative échoue également. Pour éviter que le peuple ne les libère, les Égaux sont transférés à Vendôme.
Une haute cour est constituée et le procès s’ouvre à Vendôme le 20 février 1797 en présence de deux ministres. Il ne s’achève que le 26 mai. Babeuf, à qui l'on reproche l’initiative du complot, et Darthé, qui s’est enfermé lors des débats dans le mutisme le plus total et à qui l’on reproche la rédaction de l’ordre d’exécution des Directeurs, sont condamnés à mort. En entendant sa condamnation à mort, Babeuf se frappa, dans le prétoire même, de plusieurs coups de stylet, et fut porté mourant, le lendemain, à l'échafaud. Darthé, qui avait également tenté de se suicider, est guillotiné avec lui le 8 prairial an V (27 mai 1797). Buonarroti, Charles Germain et cinq autres accusés sont condamnés à la déportation. Cinquante-six autres accusés, dont Jean Pierre André Amar et Pierre-Charles Pottofeux, sont acquittés, bénéficiant probablement de la solidarité des anciens parlementaires montagnards,.
Le corps de Babeuf aurait été transporté et enterré dans une fosse commune de l'ancien cimetière du Grand Faubourg de Vendôme, dans le Loir-et-Cher. Ses enfants furent adoptés par Lepeletier et Turreau.

## Postérité
- Babeuf est l'auteur d'une doctrine politique, le babouvisme, qui a inspiré des révolutionnaires des années 1830 et 1840 revendiquant l’égalitarisme et esquissant un présocialisme utopique, qualifiés de « néo-babouvistes »[22],[23].
- Friedrich Engels et Karl Marx ont reconnu en lui un des précurseurs du communisme (à la suite des Enragés Jacques Roux et Jean-Théophile Leclerc), et en la Conjuration des Égaux « la première apparition d'un parti communiste réellement agissant »[24],[25].
- Selon Rosa Luxemburg, Babeuf est le premier précurseur des soulèvements révolutionnaires du prolétariat[26].

L'historiographie donne au personnage une grande importance. L'historien robespierriste Albert Mathiez condamne son attitude lors du 9 Thermidor mais salue en lui un continuateur de Robespierre. Georges Lefebvre, Victor Daline et leurs continuateurs affirment l'originalité de sa pensée communiste.

## Œuvres

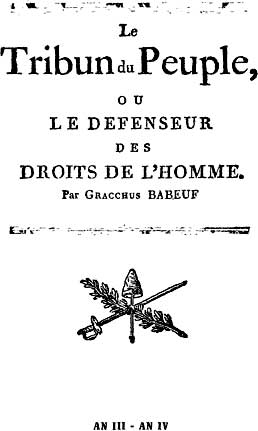
Première page de l'édition du Tribun du Peuple de 1795 (sous-titré « Le Défenseur des Droits de l'Homme »)

### Publications de son vivant
- Cadastre perpétuel, ou Démonstration des procédés convenables à la formation de cet important ouvrage, pour assurer les principes de l'Assiette & de la Répartition justes & permanentes, & de la perception facile d'une contribution unique, tant sur les possessions territoriales, que sur les revenus personnels ; Avec l'exposé de la Méthode d'arpentage de M. Audiffred, par son nouvel instrument, dit graphomètre-trigonométrique ; Dédié à l'Assemblée nationale, Paris, Garnery et Volland, tous les marchands de nouveautés ; Versailles, Blaizot, 1789, XLVI-192 p. (lire en ligne)
- De la nouvelle distinction des ordres par M. de Mirabeau, Paris, Volland, 1789, 8 p.
- Lettre à l'Observateur : 16 août 1789 (supplément au no 4 de l'Observateur), Paris, 1789, 2 p.
- À Messieurs du Comité des recherches de l'Assemblée nationale, 1790, 4 p.
- Nouveau calendrier de la République française, conforme au décret de la Convention nationale, Paris, l'auteur, 1793, 20 p.
- Les Battus payent l'amende, ou les Jacobins jeannots, Paris, Imprimerie de Franklin, 1794, 24 p.
- Voyage des Jacobins dans les quatre parties du monde : avec la constitution mise à l'ordre du jour par Audouin et Barrère, Paris, Imprimerie de Franklin, 1794, 16 p.
- Du Système de dépopulation, ou la Vie et les crimes de Carrier, son procès et celui du Comité révolutionnaire de Nantes, Paris, Imprimerie de Franklin, an iii (1794), 194 p. (lire en ligne) ed. du cerf, 2008,  (ISBN 978-2-204-08732-2)
- On veut sauver Carrier. On veut faire le procès au Tribunal révolutionnaire. Peuple, prends garde à toi !, an iii (1794), 15 p. (lire en ligne)
- Journal de la liberté de la presse, nos 1 à 22 du 17 fructidor an II au 10 vendémiaire an III (3 septembre — 1er octobre 1794).
- Tribun du peuple ou Le défenseur des droits de l'homme, en continuation du Journal de la liberté de la presse, nos 23 à 32 du 14 vendémiaire an III au 13 pluviôse an III (5 octobre 1794 — 1er février 1795), nos 34 à 43 du 15 brumaire an III au 5 floréal an IV (6 novembre 1795 — 24 avril 1796).
- Lettre à l'ami du peuple (de Lebois), an IV
- G. Babeuf, tribun du peuple, à ses concitoyens, Paris, Imprimerie de Franklin, 1796, 8 p.
- Adresse du tribun du peuple à l'armée de l'intérieur, Paris, Imprimerie du tribun du peuple, 1796, 12 p.
- Péroraison de la défense de Gracchus Babeuf, tribun du peuple, prononcée devant la Haute-Cour de justice, Paris, Imprimerie de R.-F. Lebois, 7 p.
- Dernière Lettre de Gracchus Babeuf, assassiné par la prétendue Haute-cour de justice, à sa femme et à ses enfans, à l'approche de la mort, Imprimerie de R.-F. Lebois, 1797, 7 p. (lire en ligne)

### Éditions récentes
- Pages choisies de Babeuf, édité par Maurice Dommanget et Georges Lefebvre, Armand Colin, 1935, 330 p.
- Correspondance de Babeuf avec l'Académie d'Arras (1785-1788), présenté par Marcel Reinhard, Institut d'histoire de la Révolution française, Paris, Presses universitaires de France, 1961.
- Textes choisis, édité par Claude Mazauric, Éditions sociales, 1965, 253 p.
- Le Tribun du peuple ou le Défenseur des droits de l'homme, G. Thierry, 1966 (réimpression en fac-similé de l'édition originale, conservée à la Bibliothèque nationale, no 1-32 et 34-43).
- Le scrutateur des décrets, et le rédacteur des cahiers de la seconde législature, Éditions d'histoire sociale, 1966, no 6.
- L'éclaireur du peuple: ou le défenseur de 24 millions d'opprimés, Éditions d'histoire sociale, 1966, 90 p.
- The defense of Gracchus Babeuf before the High Court of Vendôme, édité par John Anthony Scott, Thomas Cornell, Herbert Marcuse, University of Massachusetts Press, 1967, 112 p.
- Œuvres de Babeuf, édité par Viktor Moiseevich Dalin, Armando Saitta et Albert Soboul, Bibliothèque nationale, 1977.
- La Guerre de la Vendée et le système de dépopulation (titre originel : Du système de dépopulation ou La vie et les crimes de Carrier), préface de Jean-Joël Brégeon, introduction de Reynald Secher, Paris, Tallandier, 1987, 225 p. (rééd. Cerf, collection L'histoire à vif, 2008, préface de Stéphane Courtois, introduction de Reynald Secher).
- Le Tribun du Peuple, ou Le Défenseur des Droits de l'Homme, n° 34 et 35, préface de Sébastien Degorce, Éditions Degorce, 2017, 188 p.

### Documents du procès des conjurés
- Débats du procès instruit par la haute cour de justice, contre Drouet, Baboeuf et autres, recueillis par des sténographes, Paris, Baudouin, 1797, tome 1, lire en ligne.
- Débats du procès instruit par la haute cour de justice, contre Drouet, Baboeuf et autres, recueillis par des sténographes, Paris, Baudouin, 1797, tome 2, lire en ligne.
- Débats du procès instruit par la haute cour de justice, contre Drouet, Baboeuf et autres, recueillis par des sténographes, Paris, Baudouin, 1797, tome 3, lire en ligne.
- Débats du procès instruit par la haute cour de justice, contre Drouet, Baboeuf et autres, recueillis par des sténographes, Paris, Baudouin, 1797, tome 4, lire en ligne.

#### Études historiques
- Édouard Fleury, Babœuf et le Socialisme en 1796, Paris ; chez Didier, 1851 (2e édition en ligne).
- Albert Mathiez, « Babeuf et Robespierre », Annales révolutionnaires, t. 9, no 3,‎ mai-juin 1917, p. 370-382 (lire en ligne).
- Gérard Walter, Babeuf (1760-1797) et la conjuration des Égaux, Paris, Payot, coll. « Histoire Payot » (no 28), 1980 (1re éd. 1937), 251 p. (ISBN 2-228-70280-3)Reproduction en fac-similé réduit, sans les planches de l'édition de Paris, Payot, 1937.
- Alessandro Galante Garrone, Buonarroti e Babeuf, Turin, Francesco de Silva editore, coll. « Maestri e compagni », vol. XII, 1948.
- Claude Mazauric, Babeuf et la Conspiration pour l'égalité, Paris, Éditions sociales, 1962, 247 p.
- Maurice Dommanget, Babeuf et les problèmes du babouvisme : colloque international de Stockholm, 21 août 1960 (sous la direction de), Éditions sociales, 1963, 318 p.
- Viktor Moiseevič Dalin (trad. Jean Champenois, préf. Inna Borissova), Gracchus Babeuf à la veille et pendant la Révolution française (1785-1794) [« Grakh Babef nakanune i vo vremâ Vilikoj Francuzskoj revolûcii »], Moscou, Éditions du Progrès, 1987 (1re éd. 1976), 673 p.
- (en) Robert Barrie Rose, Gracchus Babeuf : The First Revolutionary Communist, Edward Arnold, 1978, 434 p.,  (ISBN 0713159936).
- Jean Bruhat, Gracchus Babeuf et les Égaux ou Le premier parti communiste agissant, Paris, Éditions Perrin, 1978, 246 p. (ISBN 2-262-00094-8).
- (en) Patrice L.-R. Higonnet, « Babeuf : Communist or Proto-Communist ? », The Journal of Modern History, vol. 51, no 4,‎ décembre 1979, p. 773-781 (JSTOR 1877166).
- Robert Legrand (avant-propos d’Albert Soboul), Babeuf et ses compagnons de route, Société des études robespierristes, coll. « Bibliothèque d'histoire révolutionnaire », 3e série, no 20, Paris, 1981.
- Maurice Dommanget (préf. Serge Bianchi), Babeuf et la Conjuration des Égaux, Paris, Spartacus, coll. « Spartacus. Série B » (no 175), 2009 (1re éd. 1989), 95 p. (ISBN 978-2-902963-57-7).
- Alain Maillar (dir.), Claude Mazauric (dir.) et Éric Walter (dir.), Présence de Babeuf : lumières, révolution, communisme (actes du colloque international Babeuf, Amiens, les 7, 8 et 9 décembre 1989), Paris, Publications de la Sorbonne, 1994, 334 p. (ISBN 978-2-85944-253-8, lire en ligne).
- Jean-Marc Schiappa, Gracchus Babeuf, avec les Égaux, Paris, Éditions ouvrières, coll. « La part des hommes », 1991, 264 p. (ISBN 2-7082-2892-7, lire en ligne).
- Claude Mazauric (dir.), Babeuf et les babouvistes en leur temps : actes du colloque de Saint-Quentin, 16-17 octobre 1997, Saint-Quentin, Association des Amis de Gracchus Babeuf, 2000.
- Ronan Y. Chalmin, « La République populicide : relire Du Système de dépopulation de G. Babeuf », Dix-huitième siècle, Paris, La Découverte, no 43,‎ 2011, p. 447-468 (ISBN 978-2-70716-942-6, DOI 10.3917/dhs.043.0447, lire en ligne).
- « Comment la révolution a transformé l'utopie : le cas de Gracchus Babeuf », Annales historiques de la Révolution française, no 366,‎ 2011, p. 83-103 (lire en ligne).
- Jean-Marc Schiappa, Gracchus Babeuf pour le bonheur commun, Paris, Spartacus, coll. « Spartacus. Série B » (no 190), 2015, 175 p. (ISBN 979-10-94106-13-6, présentation en ligne).

#### Essais
- Philippe Riviale, La Conjuration. Essai sur la conjuration dite de Babeuf, Paris, L'harmattan, 1994, 456 p.
- Philippe Riviale, L'impatience du bonheur : apologie de Gracchus Babeuf, Paris, Payot, coll. « Critique de la politique », 2001, 268 p. (ISBN 2-228-89382-X, présentation en ligne).
- Philippe Buonarroti, Gracchus Babeuf et la conjuration des égaux (ou Histoire de la Conjuration pour l'Égalité, dite de Babeuf), 1828. Réédition : Conspiration pour l'égalité dite de Babeuf, Éditions La Ville brûle, Montreuil, 2014, édition critique établie par Jean-Marc Schiappa, Jean-Numa Ducange, Alain Maillard et Stéphanie Roza.

#### Babeuf dans la littérature
- Thierry Guilabert, Babeuf, biographie non autorisée, Éditions libertaires, 2011, 241 pages,  (ISBN 978-2-919568-14-7).
- Jean Soublin, Je t'écris au sujet de Gracchus Babeuf, Atelier du gué, 2001, 159 pages,  (ISBN 2 913589 13-8).